# Huset overfor
Huset overfor er en kortfilm instrueret af Ask Hasselbalch efter manuskript af Torbjørn Rafn.

## Handling
I 'Huset overfor' udfordrer to drenge hinanden til at gå på opdagelse i det uhyggelige hus på den anden side af vejen, hvor der venter dem begge en række nærgående overraskelser.